# Čoroch

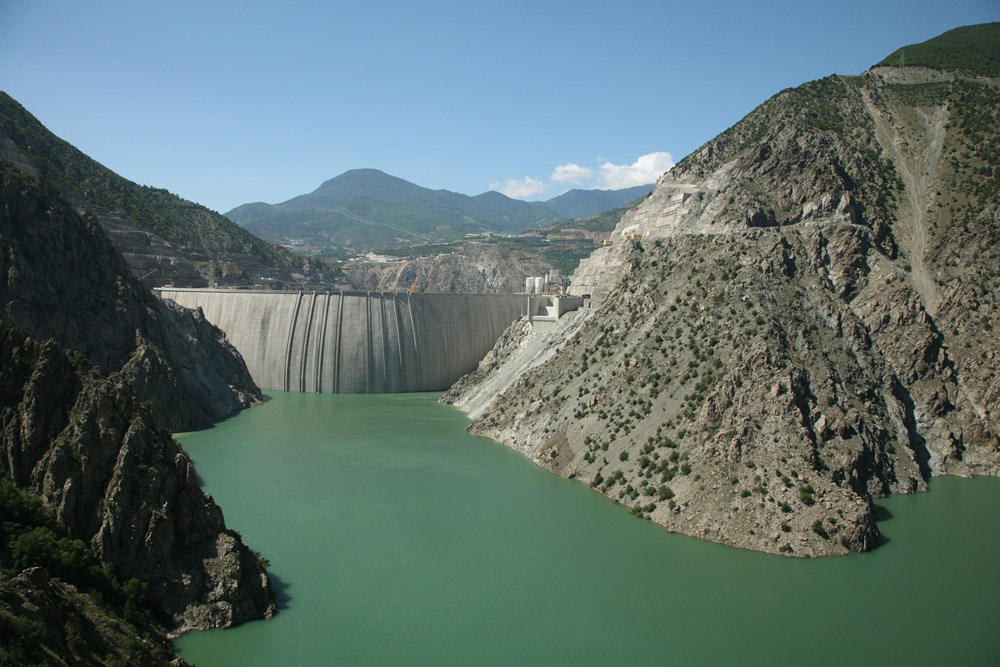
Derinerova přehrada při napouštění

Čoroch (gruzínsky ჭოროხი, Čorochi; turecky Çoruh Nehri; arménsky Չորոխ, Čhoroch; řecky Άκαμψις, Akampsis) je řeka v Turecku (provincie Artvin, Bayburt, Erzurum) a v Gruzii (Adžarsko). Je dlouhá 438 km (z toho jen posledních 26 km v Gruzii). Povodí má rozlohu 22 000 km².

## Průběh toku
Převážnou část toku teče v tektonické dolině mezi Východopontskými horami (turecky Doğu Karadeniz Dağları) a pohořím Mescit Dağları. Ústí do Černého moře nedaleko Batumi.

## Vodní stav
Vyšší vodní stavy jsou na jaře a v létě. Průměrný roční průtok vody činí 285 m³/s.

## Využití
Řeka je splavná. Využívá se na zavlažování a k zisku vodní energie. V Turecku na ní leží město Bayburt. Na jejím přítoku Tortum se nachází turisty hojně navštěvovaný vodopád vysoký 50 m.

### Vodní elektrárny
Celkem 15 velkých vodních elektráren je plánováno postavit na řece Čoroch,  zatímco navrženo je jich celkem 27.
| Přehrada     | Stupeň výstavby                                       | Výška hráze | Instalovaný výkon |
| ------------ | ----------------------------------------------------- | ----------- | ----------------- |
| Tortum       | v provozu od roku 1972 – řeka Tortum (přítok Čorochu) | 1,5 m       | 26 MW             |
| Muratli      | v provozu od roku 2005                                | 44 m        | 115 MW            |
| Borçka       | v provozu od roku 2006                                | 86 m        | 300 MW            |
| Derinerova   | v provozu od roku 2012                                | 249 m       | 670 MW            |
| Olur         | plánovaná                                             |             |                   |
| Bağlık       | plánovaná – řeka Berta (řeka) (přítok Čorochu)        |             |                   |
| Bayram       | plánovaná – řeka Berta (přítok Čorochu)               |             |                   |
| Artvinská    | v provozu od roku 2016                                | 180 m       | 332 MW            |
| Yusufelijská | ve výstavbě od roku 2013                              | 270 m       | 540 MW            |
| Altiparmak   | plánovaná – řeka Barhal (přítok Čorochu)              |             |                   |
| Ayvali       | plánovaná – řeka Oltu Çayı (přítok Čorochu)           |             |                   |
| Olur         | plánovaná – řeka Oltu Çayı (přítok Čorochu)           |             |                   |
| Arkun        | v provozu od roku 2014                                | 140 m       | 237 MW            |
| Aksu         | příprava stavby                                       | 114 m       | 120 MW            |
| Güllübağ     | v provozu od roku 2012                                | 61 m        | 96 MW             |
| İspir        | plánovaná                                             |             |                   |
| Laleli       | ve výstavbě                                           | 127 m       | 99 MW             |